# Геоботаника
Геоботаника (др.-греч. γῆ «земля» + βοτανικός «относящийся к растениям») — раздел биологии на стыке ботаники, географии и экологии о совокупности растительных сообществ (фитоценозов), их составе, структуре, динамике в пространстве и времени на всей территории и акватории Земли. Также называется фитоценологией и фитосоциологией.

## Терминология
В отечественной науке термин «геоботаника» рассматривается как синоним «фитоценологии» и оба достаточно распространены. Термин «геоботаника» подразумевает пространственный (географический) аспект изучения растительного покрова и отражает связь растительных сообществ с разнообразными физико-географическими факторами Земли (почвы, рельеф, климат и т. д.), Термин «фитоценология» подразумевает локальный аспект изучения растительного покрова — видовой состав, структура, динамика, изменчивость, эволюция отдельных фитоценозов, или микроландшафтов.
Термин «геоботаника» был предложен в 1866 году одновременно русским ботаником и почвоведом Ф. И. Рупрехтом (1814—1870) и австрийским ботаником А. Гризебахом (1814—1879), термин «фитоценология» — в 1918 году австрийцем Х. Гамсом.

## Предмет изучения
Объектом изучения геоботаники является растительный покров. Последний включает в себя, с одной стороны, флору, а с другой стороны — совокупность растительных сообществ, или фитоценозов. Фитоценоз — это пространственная единица растительного сообщества, для которой характерны однородность флористического состава, структуры, взаимоотношений между растениями-сообитателями. Совокупность фитоценозов отдельных регионов или районов земной поверхности называют растительностью (например, растительность Европы, растительность Московской области и т. д.).
Основной таксономической единицей в геоботанике является растительная ассоциация. По В. Ф. Лейсле «ассоциация — это наиболее мелкая, хорошо улавливаемая физиономическая единица растительного покрова… совокупность участков растительности, имеющих одинаковую физиономичность, структуру, видовой состав и расположенных в сходных условиях местообитания». Таким образом ассоциация — это сходные сообщества растений. Ассоциации фитоценозов отличаются рядом признаков — видовым (флористическим) составом, ярусностью, обилием видов, проективным покрытием, количественным соотношением видов. Ассоциации объединяют в группы ассоциаций, группы ассоциаций — в формации, формации — в классы формаций и типы растительности.

## Концепции организации растительного покрова
Развитие фитоценологии в XX столетии характеризовалось наличием двух противоположных концепций природы растительного покрова. Это обусловило различные пути изучения растительности в зависимости от предпочитаемой концепции. Первая — концепция дискретности растительного покрова — рассматривает сообщества как реальные, объективно существующие исторически обусловленные единицы, отделённые один от другого более или менее тонкими границами. Эта концепция получила широкое распространение на начальных этапах развития фитоценологии 1910-е-1950-е годы и связано с именами ведущих геоботаников того времени — Ф. Клементса (США) и В. Н. Сукачёва (Россия). Сообщество рассматривается как некий аналог организма с относительно жёстко детерминированной структурой и динамикой.
Вторая концепция — концепция континуализма — рассматривает фитоценозы как условности, искусственно выделенные из растительного континуума. Она начала вытеснять концепцию дискретности с 1950-х годов. Это концепция основывается на индивидуалистической гипотезе, впервые сформулированной русским учёным Л. Г. Раменским в 1910 году. Суть этой гипотезы в том, что каждый вид специфичен по своим отношениям к внешней среде и имеет экологическую амплитуду, не совпадающей полностью с амплитудами других видов (то есть каждый вид распределён «индивидуалистически»). Каждое сообщество образуют виды, экологические амплитуды которых перекрываются в данных условиях среды. При смене какого-нибудь фактора или группы факторов постепенно уменьшают богатство и исчезают одни виды, появляются и увеличивают богатство другие виды, и таким путём свершается переход от одного типа растительных сообществ к другому. Ввиду специфичности (индивидуальности) экологических амплитуд видов эти смены происходят не синхронно, и при постепенной смене среды растительность изменяется также постепенно. Потому объективно существующих сообществ с детерминированной структурой и динамикой выделить невозможно.
Сегодня считается, что растительный покров представляет собой сложное единство дискретности и континуальности. В суббореальных и бореальных лесах степень дискретности возрастает; на лугах, в степях, тропических лесах она уменьшается и возрастает степень континуальности.

## Разделы геоботаники
- общая геоботаника

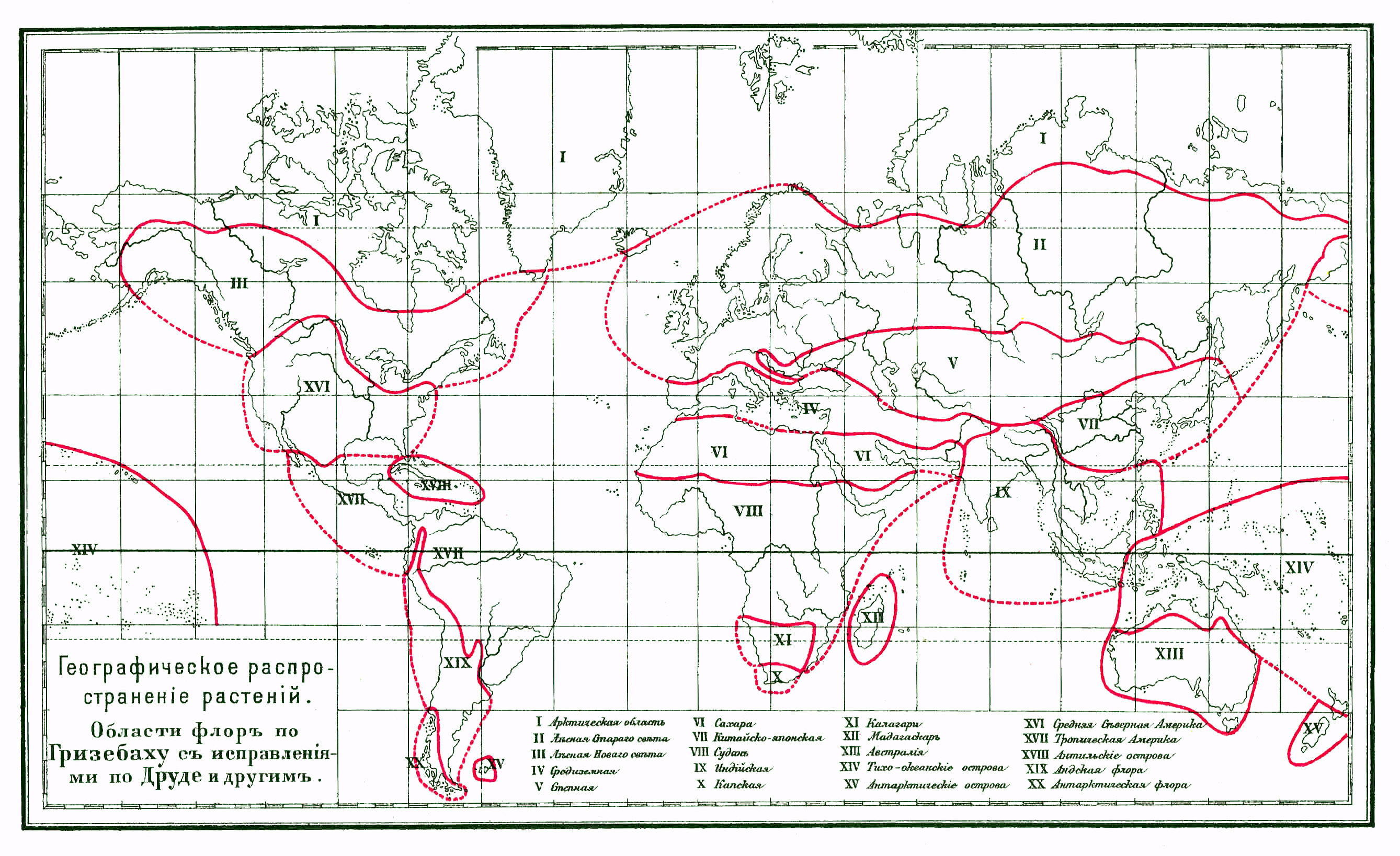
Географическое распространение растений
(карта из «ЭСБЕ» составленная в начале XIX века)

  - изучение структуры растительных сообществ
  - изучение динамики растительных сообществ (синдинамика)
  - классификация растительных сообществ (синтаксономия)
  - геоботаническое районирование и картографирование;
  - индикационная геоботаника или фитоиндикация — индикация факторов среды на основе растительности
- частная геоботаника
  - тундроведение
  - болотоведение
  - лесоведение
  - луговедение
  - растительность аридных территорий
  - растительность водоёмов

### История геоботаники
- Дохман Г. И. История геоботаники в России / Отв. ред. А. Г. Воронов; АН СССР, Моск. о-во испытателей природы. — М.: Наука, 1973. — 286 с. — (Материалы к познанию фауны и флоры СССР. Новая серия. Отд. ботанический; Вып. 17(25)).
- Работнов Т. А. История фитоценологии. — М.: Аргус, 1995. — 160 с. — ISBN 5-85549-074-2.
- Трасс Х. Х. Геоботаника: История и современные тенденции развития / Отв. ред. В. И. Василевич; АН СССР, Всесоюз. ботан. о-во. — Л.: Наука. Ленингр. отд-ние, 1976. — 252, [16] с. — 2500 экз.

### Учебники и учебные пособия
- Быков Б. А. Геоботаника. — Алма-Ата: Наука, 1978. — 287 с.
- Вальтер Г. Общая геоботаника. — М.: Мир, 1982. — 261 с.
- Воронов А. Г. Геоботаника: Учеб. пособие для ун-тов и пед. ин-тов. — 2-е изд., испр. и доп. — М.: Высшая школа, 1973. — 384 с. — 18 000 экз.
- Ипатов В. С., Кирикова Л. А. Фитоценология. — СПб.: Изд-во СПбГУ, 1998. — 314 с.
- Миркин Б. М., Наумова Л. Г., Соломещ А. И. Современная наука о растительности. — М.: Логос, 2001. — 264 с.
- Одум Ю. Основы экологии. — М.: Мир, 1975.
- Основы лесной биогеоценологии. — М.: Наука, 1964.
- Работнов Т. А. Фитоценология. — М.: Изд-во МГУ, 1983. — 292 с.
- Работнов Т. А. Фитоценология. — М. Изд-во МГУ, 1992. — 352 с.
- Работнов Т. А. История фитоценологии: Учебное пособие. — М.: Аргус, 1995. — 158 с. — 1000 экз. — ISBN 5-85549-074-2.
- Толмачёв А. И. Введение в географию растений: (лекции, чит. студентам Ленингр. ун-та в 1958—1971 гг.). — Л.: Изд-во ЛГУ, 1974. — 244 с.
- Ярошенко П. Д. Геоботаника. — М.; Л.: Изд-во АН СССР, 1961. — 474 с.
- Ярошенко П. Д. Геоботаника. — М.: Просвещение, 1969. — 200 с.

### Методика геоботанических исследований
- Александрова В. Д. Изучение смен растительного покрова. М.- Л.: Наука. 1964. Т. 3. С. 300—447.
- Василевич В. И. Статистические методы в геоботанике. — Л.:. Наука, 1969. — 232 с.
- Викторов С. В., Востокова Е. А., Вышивкин Д. Д. Краткое руководство по геоботаническим съёмкам. — М., 1959.
- Грейг-Смит П. Количественная экология растений. — М.: Мир, 1967.
- Злобин Ю. А. Принципы и методы изучения ценотических популяций растений. — Казань, 1989. — 147 с.
- Методы выделения растительных ассоциаций. — Л.: Наука, 1971.
- Программа и методика биогеоценологических исследований. — М.: Наука, 1974. — 403 с.
- Раменский Л. Г. Проблемы и методы изучения растительного покрова. — Л.: Наука, 1971. — 334 с.
- Розенберг Г. С. Модели в фитоценологии. — М.: Наука, 1984. — 265 с.
- Федорук А. Т. Ботаническая география. — Мн.: БГУ, 1976. — 224 с.
- Цыганов Д. Н. Фитоиндикация экологических режимов в подзоне хвойно-широколиственных лесов.

### Теоретическая фитоценология
- Александрова В. Д. Единство непрерывности и дискретности в растительном покрове // Философские проблемы современной биологии. — М.-Л.: Наука, 1966. — С. 191—205.
- Алехин В. В. Теоретические проблемы фитоценологии и степеведения. — М.: МГУ, 1986. — 213 с.
- Блюменталь И. Х. Очерки по систематике фитоценозов. — Л., 1990. — 224 с.
- Василевич В. И. Очерки теоретической фитоценологии. — Л.: Наука, 1983. — 248 с.
- Миркин Б. М. Закономерности формирования растительности речных пойм. М.: Наука, 1974.
- Миркин Б. М. Теоретические основы современной фитоценологии. — М.: Наука, 1985.
- Миркин Б. М. Теория и практика фитоценологии. — М.: Знание, 1981. — 64 с. — (Новое в жизни, науке, технике. Сер. «Биология»; № 7).
- Миркин Б. М., Розенберг Г. С. Фитоценология: принципы и методы. — М.: Наука, 1978. — 212 с.
- Общие проблемы фитоценологии. — М.: Наука, 1980.
- Работнов Т. А. Экспериментальная фитоценология. — М.: Изд-во МГУ, 1987. — 160 с.
- Разумовский С. М. Закономерности динамики биогеоценозов. — М.: Наука, 1981. — 231 с.
- Уиттекер Р. Сообщества и экосистемы. — М.: Прогресс, 1980. — 327 с.

### Словари
- Бекетов А. Н. Гео-ботаника // Энциклопедический словарь Брокгауза и Ефрона : в 86 т. (82 т. и 4 доп.). — СПб., 1890—1907.
- Быков Б. А., Геоботанический словарь. — Алма-Ата: Наука, 1973. — 214 с.
- Миркин Б. М., Розенберг Г. С., Наумова Л. Г., Словарь понятий и терминов современной фитоценологии. — М.: Наука, 1989. — 223 с.
- Миркин Б. М., Розенберг Г. С., Толковый словарь современной фитоценологии. — М.: Наука, 1983. — 133 с.